# Denise
Denise ist ein weiblicher Vorname.

## Herkunft und Verbreitung
Denise ist eine weibliche Form des französischen Vornamens Denis (weitere Informationen finden sich unter Dennis).
In Deutschland stieg die Verbreitung des Namens seit Ende der 1970er-Jahre kontinuierlich an. In der Zeit zwischen 1990 und 1995 war Denise regelmäßig unter den 50 am häufigsten vergebenen weiblichen Vornamen. Seit 2005 wird der Name in Deutschland immer seltener vergeben.

## Bekannte Namensträgerinnen

### Vorname
- Denise Alexander (1939–2025), US-amerikanische Schauspielerin
- Denise Altmann (* 1987), österreichische Eishockeyspielerin
- Denise Amann (* 1979), österreichische Gastronomin und Fernsehköchin
- Denise Benda (* 1972), brasilianische Pianistin
- Denise Biellmann (* 1962), Schweizer Eiskunstläuferin
- Denise Bloch (1916–1945), französische Kämpferin der Résistance und Agentin der britischen Spezialeinheit Special Operations Executive (SOE)
- Denise Boyd (* 1952), australische Sprinterin
- Denise Bronzetti (* 1972), Politikerin aus San Marino
- Denise Caffari (* 1973), britische Seglerin
- Denise Capezza (* 1989), italienische Schauspielerin
- Denise Cronenberg (1938–2020), kanadische Kostümdesignerin
- Denise Crosby (* 1957), US-amerikanische Schauspielerin
- Denise Darcel (1924–2011), US-amerikanische Schauspielerin französischer Herkunft
- Denise Dupont (* 1984), dänische Curlerin
- Denise Duval (1921–2016), französische Opernsängerin (Sopran)
- Denise Eger (* 1960), US-amerikanische Rabbinerin, Präsidentin der Central Conference of American Rabbis
- Denise Feierabend (* 1989), Schweizer Skirennfahrerin
- Denise Feiersinger (* 1990), österreichische Biathletin
- Denise Gorzelanny (* 1954), deutsche Schauspielerin, Sängerin, Texterin, Komponistin und Autorin
- Denise Gough (* 1980), irische Theater- und Filmschauspielerin
- Denise Grey (1896–1996), französische Schauspielerin
- Denise Hanke (* 1989), deutsche Volleyball-Nationalspielerin
- Denise Herrmann-Wick (* 1988), deutsche Skilangläuferin
- Denise Imoudu (* 1995), deutsche Volleyballspielerin
- Denise Jannah (* 1956), niederländische Jazz-Sängerin
- Denise Kandel (* 1933), amerikanische Sozialmedizinerin und Epidemiologin
- Denise Karbon (* 1980), italienische Skirennläuferin
- Denise Krebs (* 1987), deutsche Mittelstreckenläuferin
- Denise Levertov (1923–1997), US-amerikanische Dichterin russisch-walisischer Abstammung
- Denise Lewis (* 1972), britische Siebenkämpferin und Olympiasiegerin
- Denise Linke (* 1989), deutsche Journalistin und Autorin
- Denise Loop (* 1994), deutsche Politikerin
- Denise Majette (* 1955), US-amerikanische Politikerin (Demokraten)
- Denise M’Baye (* 1976), deutsche Schauspielerin und Sängerin
- Denise Mina (* 1966), britische Schriftstellerin
- Denise O’Sullivan (* 1994), irische Fußballspielerin
- Denise Perrier (* 1935), französisches Model und Schauspielerin
- Denise René (1913–2012), französische Kunsthändlerin
- Denise Richards (* 1971), US-amerikanische Schauspielerin
- Denise Robert (Filmproduzentin) (* 1954), kanadische Filmproduzentin
- Denise Bindschedler-Robert (1920–2008), Schweizer Völkerrechtlerin und Richterin
- Denise Robins (1897–1985), britische Schriftstellerin
- Denise Rosenthal (* 1990), chilenische Singer-Songwriterin und Schauspielerin
- Denise Schindler (* 1985), deutsche Radsportlerin (Bahn und Straße)
- Denise Soriano (1916–2006), französische Geigerin
- Denise Teela (* 1979), US-amerikanische Biathletin
- Denise Tonella (* 1979), Schweizer Kulturmanagerin, Historikerin und Kulturwissenschaftlerin
- Denise Treffler (* 1982), deutsche Schauspielerin
- Denise Vernac (1916–1984), französische Schauspielerin
- Denise Virieux (* 1964), Schweizer Schauspielerin
- Denise Voïta (1928–2008), Schweizer Malerin und Grafikerin
- Denise Winter (* 1983), deutsche bildende Künstlerin
- Denise Wyss (* 1965), erste christkatholische Priesterin der Schweiz
- Denise Zich (* 1975), deutsche Schauspielerin und ehemalige Sängerin
- Denise Zimmermann (* 1988), deutsche Eiskunstläuferin

### Pseudonym
- Denise (Sängerin) (eigentlich Heike Hielscher; * 1958), deutsche Sängerin, Texterin und Gitarristin
- Denise Bixler (eigentlich Denise B. Guttenberg; * 1965 oder 1966), eine US-amerikanische Schauspielerin und ein ehemaliges Model
- Denise la Bouche (eigentlich Denise Pflug; * 1981), deutsche Pornodarstellerin

### Familienname
- Nikita Denise (* 1976), tschechische Pornodarstellerin

### Varianten
- Nisa

## Sonstiges
- (667) Denise, ein Kleinplanet
- Denise (Mato Grosso), Gemeinde in Brasilien
- Denise, Grafikchip im Amiga